# Episodi di Thriller (serie televisiva 1973) (quarta stagione)
La quarta stagione della serie televisiva Thriller  è stata trasmessa per la prima volta nel Regno Unito dalla ITV dal 4 gennaio all'8 febbraio 1975.
| nº | Titolo originale              | Titolo italiano     | Prima TV Regno Unito | Prima TV Italia |
| -- | ----------------------------- | ------------------- | -------------------- | --------------- |
| 01 | Screamer                      |                     | 4 gennaio 1975       |                 |
| 02 | Nurse Will Make It Better     |                     | 11 gennaio 1975      |                 |
| 03 | Night is the Time for Killing |                     | 18 gennaio 1975      |                 |
| 04 | Killer with Two Faces         |                     | 25 gennaio 1975      |                 |
| 05 | A Killer in Every Corner      | Esperimento mortale | 1 febbraio 1975      | 3 gennaio 1980  |
| 06 | Where the Action Is           |                     | 8 febbraio 1975      |                 |